# Cerkiew Podwyższenia Krzyża Pańskiego w Irkucku
Cerkiew Podniesienia Krzyża Pańskiego (ros. церковь Воздвижения Креста Господня (Крестовоздвиженская)) – prawosławna cerkiew w Irkucku, w eparchii irkuckiej Rosyjskiego Kościoła Prawosławnego, uważana za najlepszy przykład architektury w stylu syberyjskiego baroku.

## Historia
Świątynia leży na małym wzniesieniu, na rogu ulic Timiriaziewa i Siedowa. Niegdyś wzniesienie to nazywało się Górą Krzyżową ze względu na znajdujący się na jej szczycie krzyż. Modlili się przy nim podróżni zmierzający w trudną drogą „za Bajkał”, gdy tu właśnie zaczynał się trakt wiodący nad Bajkał. Na miejscu krzyża, w latach 1717–1719 wybudowano drewnianą cerkiew, którą poświęcił metropolita tobolski i syberyjski Filoteusz. Po jej spaleniu (jak wielu innych irkuckich cerkwi), w maju 1747 rozpoczęto budowę nowej murowanej świątyni, która trwała 11 lat. Fundatorem jej był Fiodor Szczerbakow – irkucki kupiec i żeglarz. Poświęcenie cerkwi miało miejsce 11 września 1758. Cerkiew była pod wezwaniem Świętej Trójcy, jednakże okoliczna ludność, podobnie jak przy poprzedniej, drewnianej cerkwi, używała nazwy Cerkiew Podniesienia Krzyża Pańskiego. Spowodowało to oficjalne przemianowanie świątyni.
W 1779 w północnej części cerkwi dodana została kaplica pod wezwaniem Świętej Bogurodzicy, zakończona kopułą. Powstała ona dzięki finansowemu wsparciu dwojga irkuckich kupców: S. Dudorowskiego i Z. Sziegorina
16 kwietnia 1851 w cerkwi wziął ślub Giennadij Niewielskoj – rosyjski nawigator i odkrywca terenów Rosyjskiego Dalekiego Wschodu. Na pamiątkę tego wydarzenia w 2008 na ścianie cerkwi zawisła tabliczka.
Nadzwyczajny wygląd świątyni wzbudził zainteresowanie historyczno-architektoniczne jeszcze w XIX wieku. W 1887 Carska Komisja Archeologiczna wpisała świątynię w rejestr krajowych zabytków.
Pod koniec XIX wieku zmieniono zakończenie dzwonnicy: w miejsce iglicy powstał dach hełmowy.
Świątynia spełniała funkcję soboru katedralnego w czasach sowieckich, w latach 1929–1936 i 1948–1991. Pomiędzy tym czasem, w budynku świątyni urządzono muzeum antyreligijne (ateizmu). Uchroniło to cerkiew przed zniszczeniami jak i dewastacją, dzięki czemu zachował się także ikonostas wykonany w stylu syberyjskiego baroku. Zwieziono tu wówczas wyposażenie z innych irkuckich świątyń, które były wówczas zamykane. Dzięki temu zgromadzono tu kolekcję aż 700 ikon. Wśród nich 400 ma dużą wartość artystyczną. Większość z nich pochodzi z XVIII wieku, ale niektóre są wiek starsze. W czasach sowieckich usunięto z dzwonnicy dzwony, z których najstarszy pochodził z 1753. W 1948 cerkiew uznano za zabytek architektoniczny, a w 1960 dodatkowo o znaczeniu państwowym.
Metropolita irkucki i angarski Wadim służył w cerkwi w randze archimandryty jako sekretarz administracji eparchii od lipca 1988 do stycznia 1990.

## Opis
Bryła świątyni jest typowym przykładem architektury cerkiewnej Irkucka – czyli złożona z trzech wyraźnie wyodrębnionych części. Na nadzwyczaj bogato zdobionych elewacjach świątyni, wśród różnych elementów stylowych, można dostrzec motywy zaczerpnięte ze sztuki narodów Syberii. Szczególnie oryginalnie prezentuje się portal w południowej ścianie cerkwi. We wnętrzu cerkwi znajdują się trzy ikonostasy - główny oraz dwa boczne w kaplicach. Ikonostas główny, który powstał w XVIII w. jest jedyny w swoim rodzaju. Pokrywa go kredowa ozdobna rzeźba, nazywana „Złotą skórą”. Przez długi czas, cerkiew była cała biała, dopiero niedawno dodano do niej kolor czerwony, a więc przywrócono jej oryginalne kolory.

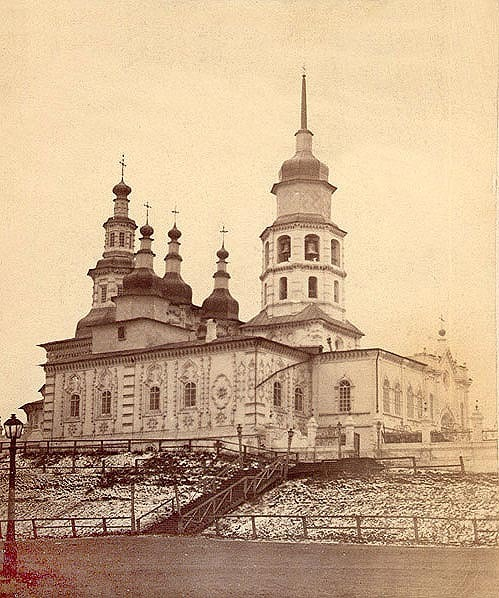
Cerkiew na fotografii z 1890
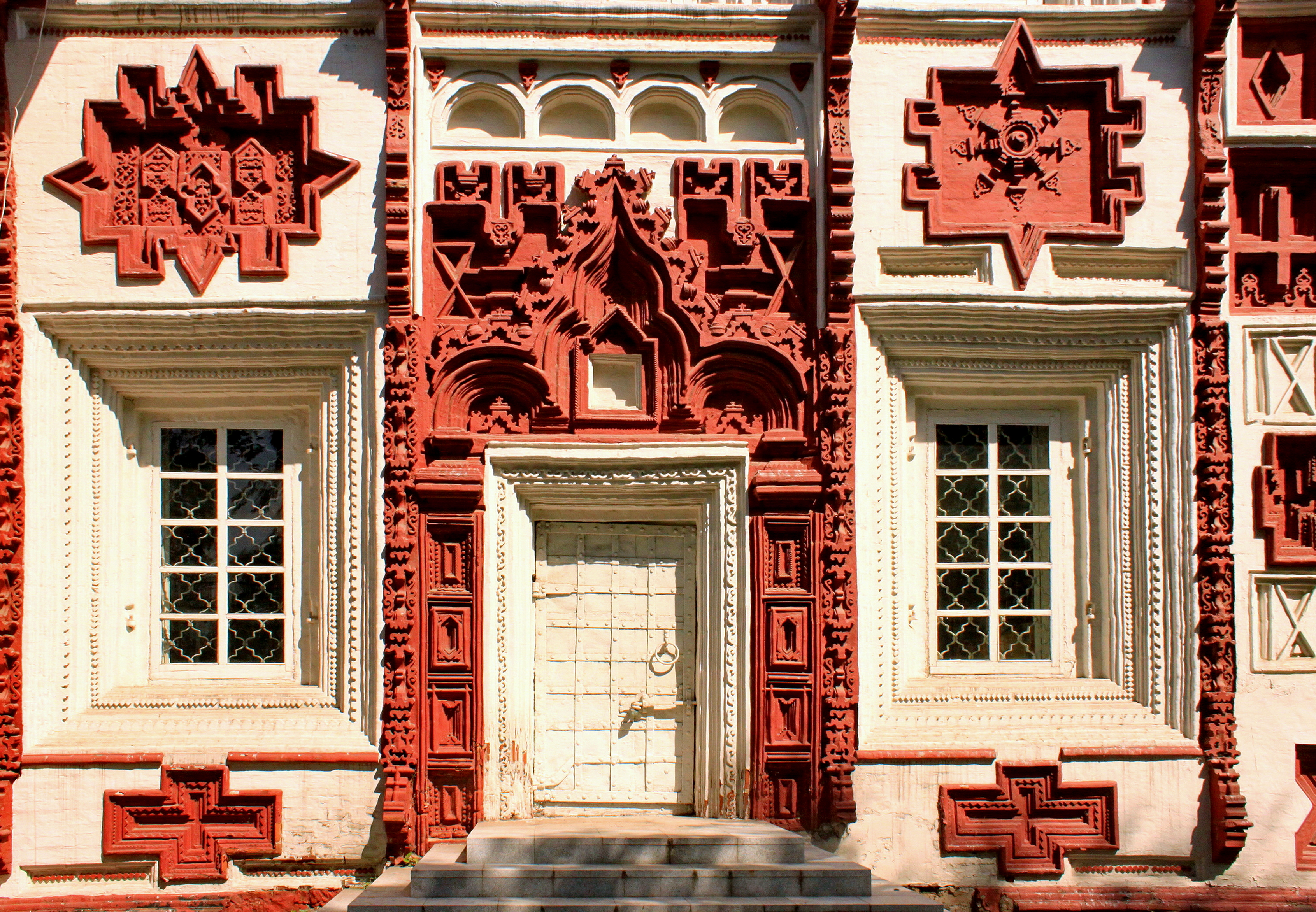
Bogate zdobienia fasady
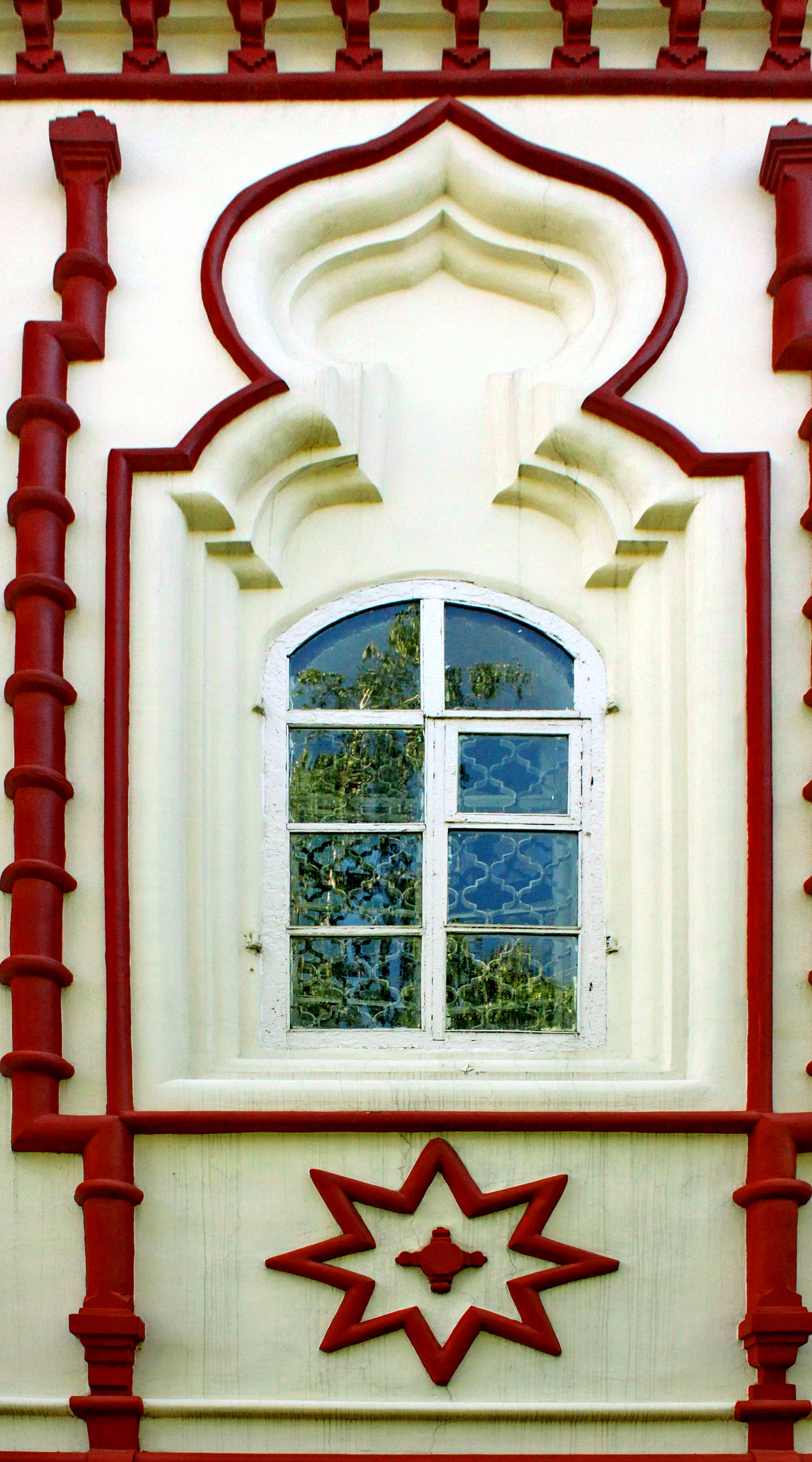
Zdobienia okna
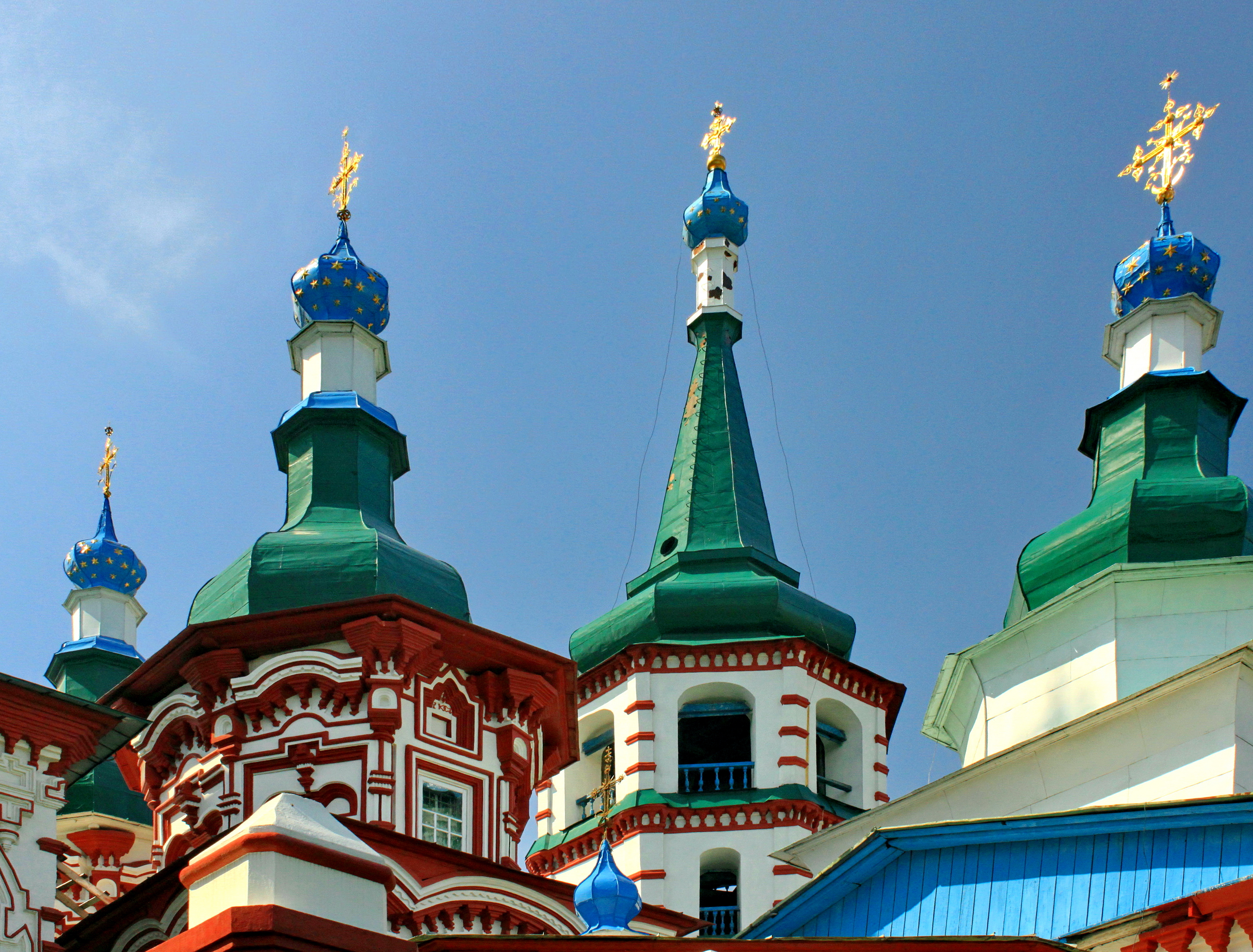
Wieże cerkwi
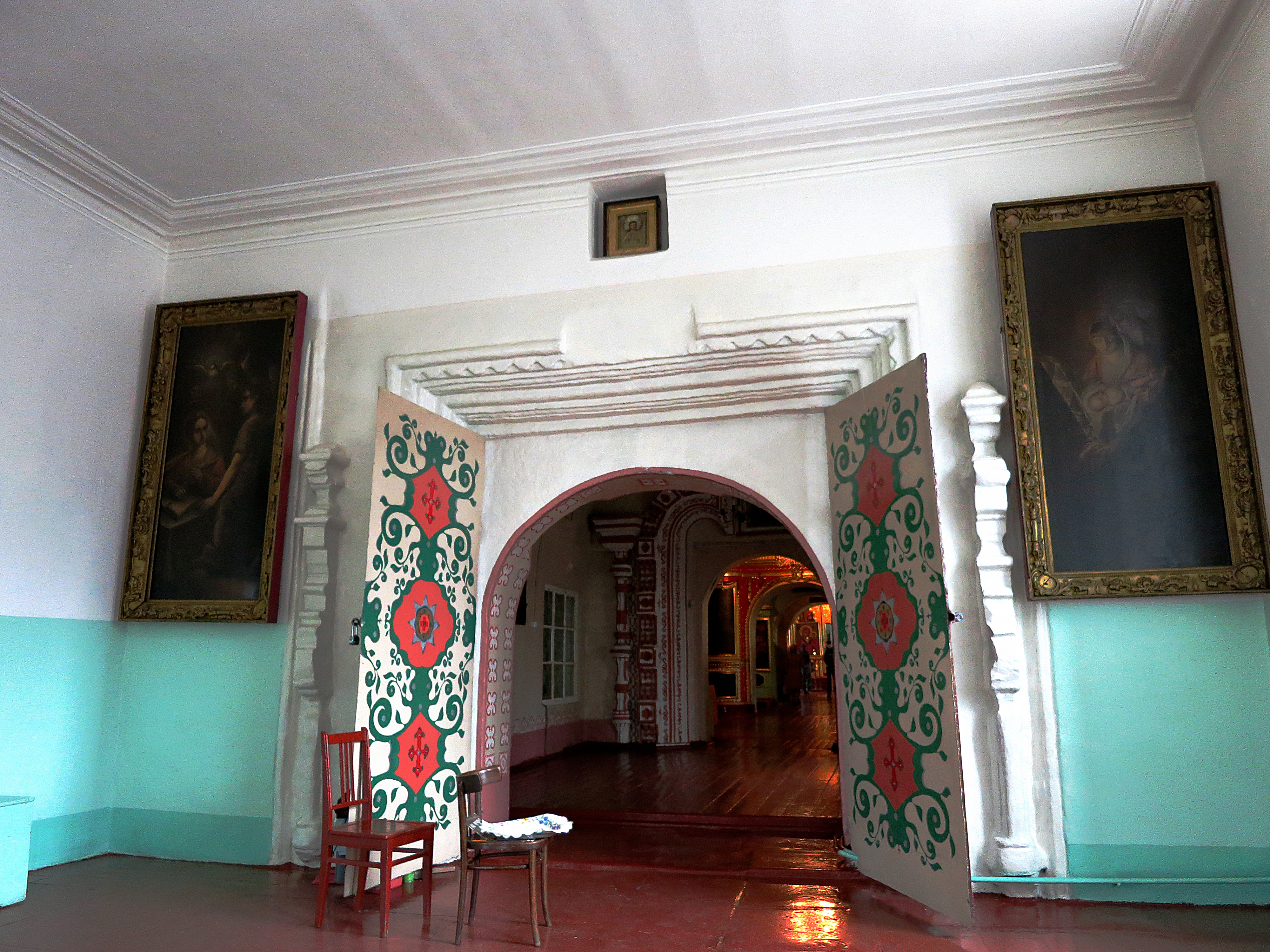
Wnętrze